# Wojny indochińskie

Dawne Indochiny Francuskie: Kambodża, Laos i Wietnam

Wojny indochińskie – seria wojen toczonych na Półwyspie Indochińskim w latach 1946–1979, zamykająca okres kolonialny historii tego obszaru  i ustalająca obecny kształt byłych kolonii francuskich: Kambodży, Laosu i Wietnamu.
- I wojna indochińska – wojna pomiędzy Francją a Demokratyczną Republiką Wietnamu toczona w latach 1946–1954, nazywana wojną indochińską we Francji i wojną francuską w Wietnamie.
- II wojna indochińska (wojna wietnamska) – wojna pomiędzy Wietnamem Północnym a Wietnamem Południowym i Stanami Zjednoczonymi toczona w latach 1959–1975, nazywana wojną wietnamską na zachodzie i wojną amerykańską w Wietnamie.
- III wojna indochińska (wojna kambodżańsko-wietnamska) – wojna pomiędzy Demokratyczną Republiką Wietnamu a Demokratyczną Kampuczą i Chinami. Do wojny tej zalicza się inwazję wietnamską w Kambodży, w grudniu 1978 i doprowadzenie do upadku reżimu Czerwonych Khmerów oraz spowodowaną tym interwencję chińską na północy Wietnamu w 1979[1].